# Данилов Олександр Юхимович
Данилов Олександр Юхимович — український диригент, педагог. Заслужений діяч мистецтв Латвії (1970).

## З життєпису
Народився 20 травня 1925 р. у Єланці Миколаївської обл. Закінчив Ленінградську консерваторію (1947). Був диригентом оркестрів Тихоокеанського і Чорноморського флотів, групи військ у Німеччині тощо.
В 1979—1988 рр. — музичний редактор студії «Укртелефільм». Потім викладав у Київському інституті культури.